# Tungurahua
A Tungurahua egy aktív rétegvulkán Ecuadorban. A Központi Kordillerában helyezkedik el, az ecuadori Andokban, a Sangay Nemzeti Park területén. 1999-ben kezdte újra vulkanikus tevékenységét, ami jelenleg is tart. 2003 augusztusában 3 km magasságig bocsátott ki füstöt és hamut. A fekete óriás néven is ismert. A felszín alatt emelkedő magma több földrengést okozott a közeli városban, Bañosban.

## 2006-os kitörés

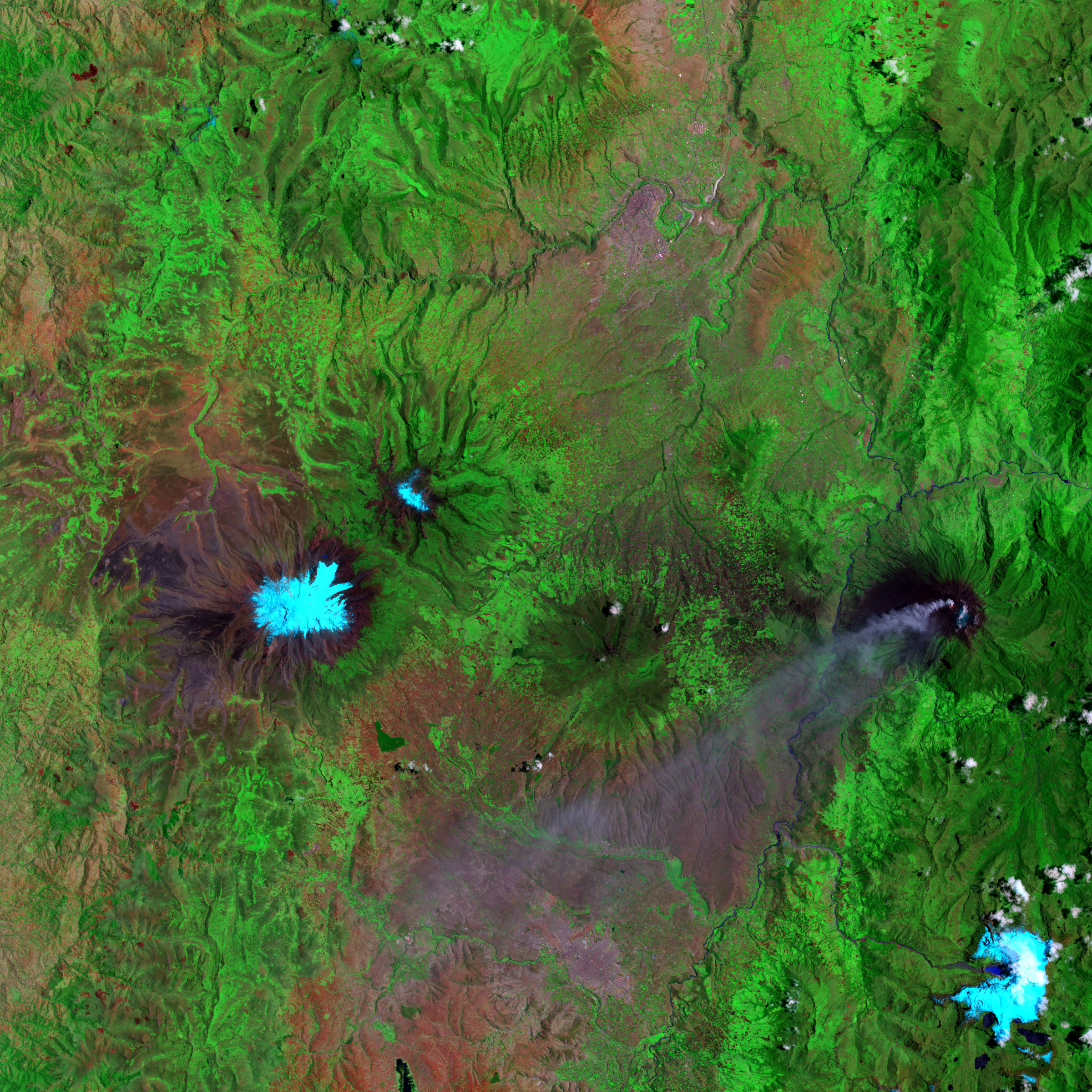
Műholdfelvétel a Tungurahura vulkánról (középen jobbra) és szomszédjáról, a Chimborazóról (középen balra)

2006. július 14-én a Tungurahua legerősebb kitörése volt 1999 óta. 18:00 óra körül a vulkán 15 km magas füstfelhőt engedett ki magából. A felhő a Csendes-óceán felé sodródott és műholdképeken is látszott. 
Július 15-én éjszaka és reggel állandó rengések, robbanások, hamukibocsátás és kőesés miatt Chimborazo és Tungurahua tartomány több megyéjének lakossága riadókészültségben volt. A lávafolyások megrongálták a Baños és Penipe közötti hidat. A hamu területeket borított be és állatokat égetett meg. Július 17-én piroklasztikus folyást figyeltek meg, amely elérte a már evakuált Cusua falut és a Las Juntas hidat.
Az aktivitás kissé csillapodott egy hónapon keresztül, augusztus 16-áig. Azon a napon 8:25 körül egy hatalmas robbanás jelezte a fő esemény kezdetét. Egy 8 km lávaoszlop indult el a kráterből. A vulkánból nagy mennyiségű hamut és forró sziklát is lövellt ki.
Izzó kődarabok zuhantak folyamatosan a vulkán oldalaira. A közelben lévő településeken hamu és golflabda nagyságú kövek hullottak az égből.

## 2010-es májusi hírek
A Pacaya és Tungurahua 2010 májusi kitörés miatt Guatemalában és Ecuadorban "...Két ember életét vesztette, amikor két tűzhányó is kitört...több repülőteret lezártak a hatóságok, miközben számos nagyvárost hamufelhő lepett el..." Ecuadorban több mint hét falu lakóit a hatóságok kitelepítettek. (Forrás: AFP, Független Hírügynökség)